# دلس (کارولینای شمالی)
دلس (به انگلیسی: Dallas) شهری در ایالت کارولینای شمالی کشور ایالات متحده آمریکا است که جمعیت آن در سرشماری سال ۲۰۱۰ میلادی، ۴٬۴۸۸ نفر بوده‌است.